# Società Podistica Lazio 1921-1922
Questa voce raccoglie le informazioni riguardanti la Società Podistica Lazio nelle competizioni ufficiali della stagione 1921-1922.

## Stagione
La Lazio nel campionato di Prima Divisione 1921-1922 si classifica al quarto posto nel girone laziale della Lega Sud con 20 punti, girone vinto dalla Fortitudo.

## Organigramma societario
Area direttiva
- Presidente: Fortunato Ballerini

Area tecnica
- Allenatore: Guido Baccani

## Rosa
| N. |                   | Ruolo | Calciatore                |
| -- | ----------------- | ----- | ------------------------- |
|    | Italia (bandiera) | P     | Fulvio Bernardini         |
|    | Italia (bandiera) | P     | Matteo Salineri           |
|    | Italia (bandiera) | D     | Domenico Cella II         |
|    | Italia (bandiera) | D     | Ugo Dosio                 |
|    | Italia (bandiera) | D     | Augusto Parboni           |
|    | Italia (bandiera) | D     | Fernando Saraceni I       |
|    | Italia (bandiera) | D     | Luigi Saraceni II         |
|    | Italia (bandiera) | C     | Giulio Cesare Baldacci II |
|    | Italia (bandiera) | C     | Augusto Faccani           |
|    | Italia (bandiera) | C     | Giubertoni                |
|    | Italia (bandiera) | C     | Pio Maneschi              |
|    | Italia (bandiera) | C     | Spartaco Orazi I          |

| N. |                   | Ruolo | Calciatore                |
| -- | ----------------- | ----- | ------------------------- |
|    | Italia (bandiera) | C     | Vezio Orazi II            |
|    | Italia (bandiera) | A     | Alfredo Cella I           |
|    | Italia (bandiera) | A     | Corrado Corelli I         |
|    | Italia (bandiera) | A     | Pietro Felicani           |
|    | Italia (bandiera) | A     | Dante Filippi             |
|    | Italia (bandiera) | A     | Giuseppe Fioranti I       |
|    | Italia (bandiera) | A     | Aldo Fraschetti           |
|    | Italia (bandiera) | A     | Raffaello Furia           |
|    | Italia (bandiera) | A     | Carlo Maranghi (capitano) |
|    | Italia (bandiera) | A     | Gino Ottier               |
|    | Italia (bandiera) | A     | Alessandro Varini         |
|    | Italia (bandiera) | A     | Angelo Volterra           |

## Risultati

### Prima Divisione

#### Lega Sud – Sezione laziale

##### Girone di andata
| Arbitro: | Cerchia (Roma) |

|             |           |  |
| Filippi 72’ | Marcatori |  |

| Arbitro: | Cerchia (Roma) |

|            |           |              |
| Varini 52’ | Marcatori | 10’ Scioscia |

| Arbitro: | Tomassini (Roma) |

|                    |           |                            |
| Filippi 68’ (rig.) | Marcatori | 53’ Beniamini 71’ (rig.) ? |

| Arbitro: | Cerchia (Roma) |

|                          |           |             |
| Barni 20’ Sansoni IV 86’ | Marcatori | 51’ Filippi |

| Arbitro: | Cornaro (Roma) |

|              |           |  |
| De Giuli 18’ | Marcatori |  |

| Roma 28 maggio 1922 6ª giornata                                                         | Lazio     | 2 – 3                           | Audace Roma | Stadio della Rondinella |
| \| \| \| \| \| Filippi ?’ Parboni ?’ \| Marcatori \| ?’ Andreani ?’ Bottari ?’ Zanca \| |           |                                 |             |                         |
|                                                                                         |           |                                 |             |                         |
| Filippi ?’ Parboni ?’                                                                   | Marcatori | ?’ Andreani ?’ Bottari ?’ Zanca |             |                         |

| Arbitro: | Cerchia (Roma) |

|  |           |                                 |
|  | Marcatori | 40’ Filippi 82’, 85’ Fioranti I |

| Arbitro: | Caroncini (Roma) |

|             |           |                                              |
| Garofali 9’ | Marcatori | 20’ Fraschetti 36’ (rig.) Filippi 79’ Varini |

##### Girone di ritorno
| Arbitro: | Migliarini (Roma) |

|                             |           |                          |
| Pasonetti 5’ Lorenzetti 26’ | Marcatori | 8’ Fioranti I 28’ Varini |

| Arbitro: | Andreoli |

|       |           |                |
| ? 86’ | Marcatori | 35’ Fraschetti |

| Roma 26 febbraio 1922 11ª giornata                                                               | Lazio     | 3 – 2             | Alba Roma | Stadio della Rondinella |
| \| \| \| \| \| Filippi 36’ Saraceni II 40’ Dosio 44’ (rig.) \| Marcatori \| 1’ ? 68’ De Giuli \| |           |                   |           |                         |
|                                                                                                  |           |                   |           |                         |
| Filippi 36’ Saraceni II 40’ Dosio 44’ (rig.)                                                     | Marcatori | 1’ ? 68’ De Giuli |           |                         |

| Arbitro: | Tomassini (Roma) |

|                        |           |                                   |
| Prandoni 5’ Ceresi 60’ | Marcatori | 81’ Varini 84’ Filippi 88’ Ottier |

| Roma 12 marzo 1922 13ª giornata                             | Lazio     | 1 – 1        | Tivoli | Stadio della Rondinella |
| \| \| \| \| \| Maneschi 28’ \| Marcatori \| 18’ Garofali \| |           |              |        |                         |
|                                                             |           |              |        |                         |
| Maneschi 28’                                                | Marcatori | 18’ Garofali |        |                         |

| Arbitro: | Andreoli (Roma) |

|              |           |                            |
| Scioscia 10’ | Marcatori | 52’ Filippi 65’ Bernardini |

| Arbitro: | Liberati (Roma) |

|                                                   |           |             |
| Bernardini 1’, 47’, 55’, 87’ Filippi 3’ Furia 35’ | Marcatori | 52’ Mariani |

| Roma 2 aprile 1922 16ª giornata                                                                                 | Lazio     | 5 – 2                      | Fortitudo | Stadio della Rondinella |
| \| \| \| \| \| Furia 13’ Saraceni II 17’, 26’, 67’ Bernardini 40’ \| Marcatori \| ?’ (rig.), 70’ Canestrelli \| |           |                            |           |                         |
| |           |                            |           |                         |
| Furia 13’ Saraceni II 17’, 26’, 67’ Bernardini 40’                                                              | Marcatori | ?’ (rig.), 70’ Canestrelli |           |                         |

## Statistiche

### Statistiche di squadra
| Competizione    | Punti | In casa | In casa | In casa | In casa | In casa | In casa | In trasferta | In trasferta | In trasferta | In trasferta | In trasferta | In trasferta | Totale | Totale | Totale | Totale | Totale | Totale | DR  |
| Competizione    | Punti | G       | V       | N       | P       | Gf      | Gs      | G            | V            | N            | P            | Gf           | Gs           | G      | V      | N      | P      | Gf     | Gs     | DR  |
| --------------- | ----- | ------- | ------- | ------- | ------- | ------- | ------- | ------------ | ------------ | ------------ | ------------ | ------------ | ------------ | ------ | ------ | ------ | ------ | ------ | ------ | --- |
| Prima Divisione | 20    | 8       | 4       | 2       | 2       | 20      | 12      | 8            | 4            | 2            | 2            | 15           | 10           | 16     | 8      | 4      | 4      | 35     | 22     | +13 |